# Model aeroespacial

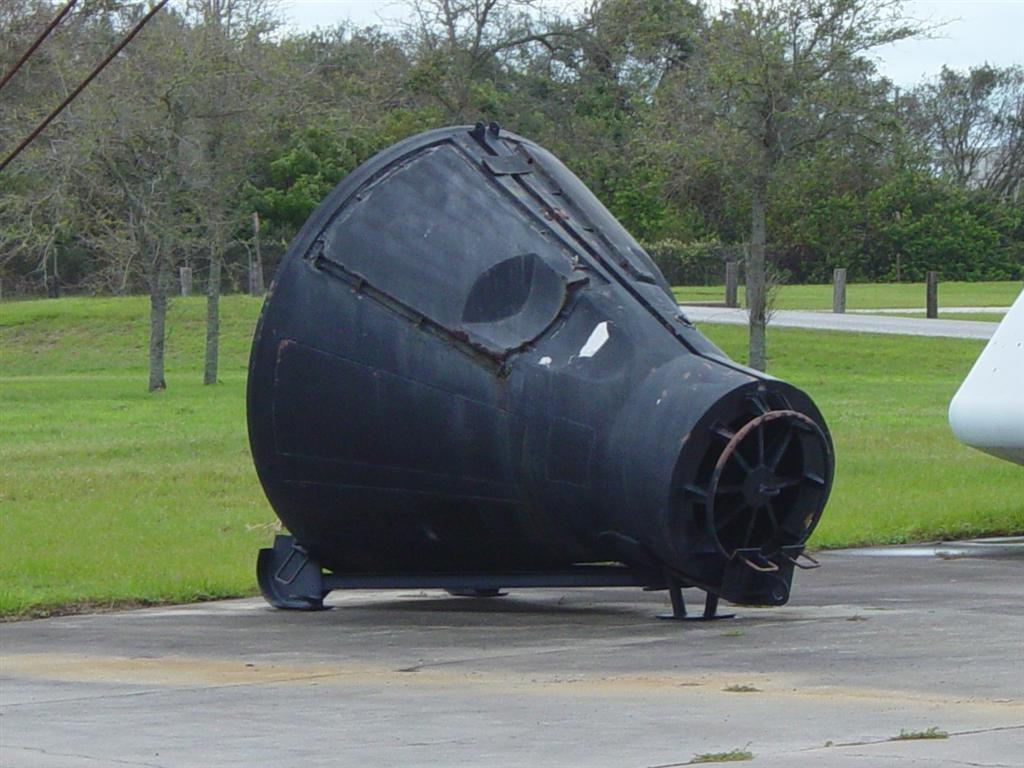
Model aeroespacial de la nau espacial Gemini en exhibició en el Air Force Space & Missile Museum, Cape Canaveral, Florida 15 d'octubre de 2004.

Un model aeroespacial, també conegut en anglès com a DemoSat o simulador de massa, és una nau espacial o càrrega útil no funcional que és utilitzada per provar diverses configuracions i la mida, càrrega i característiques bàsiques de maneig del vehicle de llançament. És menys costós que construir models aeroespacials a gran escala desenvolupant el sistema complet (disseny, proves, redisseny, i llançament). D'aquesta manera, els models aeroespacials permeten els processos de prova i integració dels components i aspectes de la nau a ser posats a prova mentre que els contractes detallats pel projecte final són encara en negociacions. Aquestes proves poden ser causades per desenvolupar procediments per a l'acoblament d'un vehicle espacial al seu vehicle de llançament, accés d'emergència i evacuació, les activitats de suport de manteniment, i diversos processos de transport.
Els models aeroespacials són comunament utilitzats per provar naus espacials tripulades; per exemple, a principis de la dècada de 1960, la NASA va realitzar moltes proves utilitzant models de la nau espacial Apollo sobre coets Saturn I, i la nau espacial Mercury sobre els coets Atlas (per exemple Big Joe 1). El Transbordador espacial Enterprise va ser utilitzat com a model aeroespacial per provar el conjunt de llançament i el transport a la plataforma de llançament. El desenvolupament del Projecte Constellation de la NASA va utilitzar un model aeroespacial de la nau espacial Orion sobre un coet Ares I per a les proves incials.

## Models aeroespacials Mercury
Els models aeroespacials Mercury van ser fabricats per tècnics de la NASA al Langley Research Center abans que l'empresa McDonnell Aircraft construís la nau espacial Mercury. Les càpsules dels models van ser dissenyats i utilitzats per provar els sistemes de recuperació de la nau espacial, la torre d'escapament i els motors de coet. Les proves formals es van realitzar a la plataforma de prova a Langley i a Wallops Island utilitzant els coets Little Joe.
Un resum dels models Mercury es poden trobar a A Field Guide to American Spacecraft.